# Amphigomphus nakamurai
Amphigomphus nakamurai là loài chuồn chuồn trong họ Gomphidae. Loài này được Karube mô tả khoa học đầu tiên năm 2001.